# CCAAT/Enhancer-Binding-Proteine
Die CCAAT/Enhancer-Binding-Proteine (C/EBP) sind eine Familie von Transkriptionsfaktoren, die die Genexpression von Enzymen mehrerer Stoffwechselwege in Wirbeltieren regulieren. Es gibt im Menschen sechs verschiedene C/EBPs, sie alle binden im Genom an die Nukleotid-Sequenz CCAAT, die im Promotor-Bereich der jeweils regulierten Gene vorkommt. Die C/EBP zählen zu den Transkriptionsfaktoren mit bZIP-Domäne.
C/EBPα ist ein zentraler Regulator des Energiestoffwechsels; Mäuse ohne C/EBPα zeigen einen dramatisch veränderten Metabolismus mit Hypoglykämie und fehlendem Fettgewebe.
C/EBPβ (LAP) ist in die Immunantwort und das Entzündungsgeschehen involviert und wird besonders in T-Lymphozyten exprimiert. Es kann die Proliferation sowohl bremsen als auch beschleunigen, es zeigt gleichzeitig Tumorsuppressor-ähnliche wie Protoonkogen-Eigenschaften. Insbesondere ist C/EBPβ für die hemmende Wirkung von TGF-β auf die Expression des Protoonkogen-Protein Myc notwendig und es reguliert die Expression von Interleukin-6.
Mäuse ohne C/EBPδ bilden in ihren Nierenzellen keine Natrium-Lactat-Symporter-Transportproteine. C/EBPε ist an der Myelopoiese beteiligt, C/EBPγ reguliert die Expression von GCSF und C/EBPζ die von HSP70.